# 真愛一生
《真愛一生》（英語：The Scarlet Letter）是一部1995年的美国爱情時代劇，由罗兰·约菲（Roland Joffé）执导，改编自纳撒尼尔·霍桑1850年出版的同名小说，主演有黛米·摩尔、加里·奧德曼和勞勃·杜瓦。
这部影片收到了压倒性的负面评价，被提名了七项金酸莓獎，并获得了“最差翻拍或续集”奖，后来被认为是史上最差电影之一。

## 剧情
故事发生在1667年的馬薩諸塞灣殖民地，当地的清教徒与邻近的阿尔冈昆人之间存在着不安的停战状态。酋长梅塔卡姆在其父亲马萨索伊特去世后继任成为阿尔冈昆人的领袖。与此同时，新的殖民者海斯特·白蘭从英国跨洋而来。等待着年长的丈夫归来的海斯特，爱上了年轻的牧师亚瑟·丁梅斯代尔。得知罗格·白蘭可能已经被当地土著杀害后，两人变得形影不离。
海斯特发现自己怀上了丁梅斯代尔的孩子，因此因不贞行为被拘役。牧师决定坦白自己的罪行并接受审判，但海斯特劝他放弃这一念头。海斯特被判罚穿上一件象征通奸的红色“A”字衣服，并受到公众的排斥，还有一个小鼓手负责在她进城时随行监视。与此同时，海斯特的丈夫重新出现，原来他在成为战俘并未死去。得知丑闻后，他假扮成“罗格·齐灵渥斯医生”，开始寻找她的情人。
这名医生最终杀害了一名从海斯特家中离开的殖民者，并剥下了他的头皮，企图嫁祸给阿尔冈昆战士。殖民者对此暴行感到愤怒，向土著人宣战。而罗格因其行为造成的严重后果感到内疚，随后自殺。海斯特就要在随后的混乱中与其他“不受欢迎的人”一起被绞死，但丁梅斯代尔承认自己是她孩子的父亲之后救了她。就在他代替她站上绞刑架时，阿尔冈昆人袭击了馬薩諸塞灣，双方都遭受了重大伤亡。比起继续骚扰海斯特，清教徒更关心如何对英国隐瞒这场冲突。最终，海斯特摘下了象征羞辱的红字，与丁梅斯代尔一起前往卡羅萊納。

## 演员
- 黛米·摩尔 饰 海斯特·白蘭
- 加里·奧德曼 饰 亚瑟·丁梅斯代尔牧师
- 勞勃·杜瓦 饰 罗格·白蘭 / 罗格·齐灵渥斯
- 爱德华·哈德威克（Edward Hardwicke）饰 约翰·贝林厄姆（John Bellingham）
- 丽莎·乔利夫-安多（Lisa Joliffe-Andoh）饰 米图巴（Mituba）
- 罗伯特·普罗斯基（Robert Prosky）饰 霍勒斯·斯通霍尔（Horace Stonehall）
- 罗伊·多特里斯（Roy Dotrice）饰 托马斯·奇弗牧师（Rev. Thomas Cheever）
- 琼·普洛赖特 饰 哈丽特·希本斯（Harriet Hibbons）
- 拉里莎·拉斯金（Larissa Laskin）饰 莫蒂默夫人（Goody Mortimer）
- 艾米·赖特（Amy Wright）饰 戈特维克夫人（Goody Gotwick）
- 乔治·阿吉拉尔（George Aguilar）饰 约翰尼·萨萨蒙（Johnny Sassamon）
- 蒂姆·伍德沃德（Tim Woodward）饰 布鲁斯特·斯通霍尔（Brewster Stonehall）
- 达娜·艾维（Dana Ivey）饰 梅雷迪思·斯通霍尔（Meredith Stonehall）
- 谢尔顿·彼得斯·沃尔夫柴尔德（Sheldon Peters Wolfchild）饰 莫斯基吉（Moskeegee）
- 埃里克·施韦格（Eric Schweig）饰 梅塔卡姆（英语：Metacomet）
- 克里斯汀·费尔利（Kristin Fairlie）饰 费丝·斯通霍尔（Faith Stonehall）
- 莎拉·坎贝尔（Sarah Campbell）饰 普鲁登斯·斯通霍尔（Prudence Stonehall）
- 肯尼思·查莱特（Kennetch Charlette）饰 塔拉廷酋长（Tarratine Chief）
- 乔迪·梅 配 珠儿（Pearl）
- 塔卢拉·贝尔·威利斯（Tallulah Belle Willis）饰 婴儿珠儿
- 斯库特·威利斯（Scout Willis）[註 1] 饰 幼年珠儿

## 制作

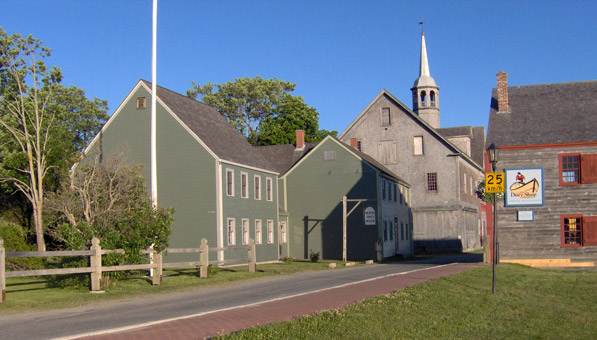
1995年拍摄《真愛一生》时，新斯科舍省谢尔本的滨水区被涂上了灰色油漆

影片于1994年在不列颠哥伦比亚省溫哥華島的坎贝尔里弗周边地区拍摄。此外，还在新斯科舍省的雅茅斯、谢尔本，以及克莱尔的Saint Alphonse小村庄取景。在谢尔本，滨水区被大幅改造，模仿17世纪中叶清教徒的新英格兰小镇。一些位于Dock Street的建筑仍保留着电影使用的灰色油漆外观。

### 原声音乐
该片的配乐创作了两个版本。恩尼奥·莫里科内根据他此前与导演约菲在《战火浮生》中的合作提供了一些早期样本，但没有录制全新的交响乐配乐。埃尔默·伯恩斯坦创作了一版配乐，但被弃用，最终选择了约翰·巴瑞创作的配乐。据报道，主演黛米·摩尔从一开始就希望由巴瑞配乐（参考巴瑞为《不道德的交易》创作的作品），因此伯恩斯坦的作品无论质量如何都未被采用。
巴瑞的配乐于1995年电影上映时由索尼唱片公司发布为CD。伯恩斯坦被弃用的配乐则由瓦雷茲·薩拉班德于2008年发行CD。

## 评价
《真愛一生》遭遇了一致的负面评价。《华盛顿邮报》作者艾米·E·施瓦茨（Amy E. Schwartz）评论了影评界对这部“荒唐”电影的反应：“像‘无意间的搞笑’和‘不自觉的滑稽’这样的描述被频繁使用，观众也发出类似的评价，例如坐在两座之外的一位女士，当灯光亮起时大喊：‘这绝对是我看过的最差电影’。”《旧金山纪事报》的彼得·斯塔克（Peter Stack）则稍微宽容一些，他认为这是一部“表演出色、美丽的电影”，虽然配乐“甜腻”，对霍桑故事的改动过大。
多位影评人将其评为1995年最差影片。《德瑟雷特新聞》的克里斯·希克斯（Chris Hicks）认为，这部影片偏离原著体现了“好莱坞的纯粹傲慢”。该片在1995年金酸莓獎上赢得了“最差翻拍或续集”奖，并获得“最差女演员”（摩尔）、“最差男配角”（杜瓦）、“最差银幕搭档”（摩尔与杜瓦尔或奧德曼）、“最差导演”、“最差影片”和“最差剧本”等提名。影院评分的观众调查为本片评分为“B”（从A+到F）。但影片票房失败，全球票房仅为3500万美元，而制作成本高达4600万美元。
在一篇回顾文章中，《國家評論》的凯文·威廉森（Kevin Williamson）指出影片呈现了“糟糕与难以理解的结合”，并声称“任何客观和权威的分析都会发现史上最糟糕的电影就是黛米·摩尔版《真愛一生》”。《Bustle》杂志的萨迪·特隆贝塔（Sadie Trombetta）写道，这部影片“几乎永久占据了每个‘史上最差电影’榜单”，作者利比·费舍尔·赫尔曼（Libby Fischer Hellmann）称其为“公认最差的文学改编电影”。Film4的评价为“质量可疑但出奇有趣”。根据影评汇总网站爛番茄的38条影评，这部影片的好评率仅为13%，平均分为3.4/10。网站的评论共识写道：“《真愛一生》偏离了经典原著，试图讲述一个充满情色的故事，却让观众因无意的笑料而脸红。”
面对批评以及剧情的改动，摩尔表示，影片制作团队讲述的故事出于必要性与原著不同，因为原著“非常复杂且不适合改编为电影”。她认为，原著更适合被改编为迷你剧集，而本片需要一个不同的结局，同时不能丢失影片想要传达的“海斯特·白蘭的终极信息”。2011年，在影评人彼得·崔維斯的采访中，当被问到哪些影片是他愿意带去荒岛的作品时，加里·奧德曼提名了《真愛一生》作为他四个选择之一。他承认这部电影曾被评论界“痛批”，但他辩解道：“这部电影中还是有一些不错的表现的。”